# Postzegels van Groenland
De postzegels van Groenland verschijnen sinds 1938, al verschenen er al lokale zegels sinds 1905. De Groenlandse postzegels zijn nauw verwant aan de postzegels van Denemarken en de postzegels van de Faeröer.

## Opkomst van de postdienst
Na de Deense kolonisatie van Groenland door Hans Egede vanaf 1721 ontstond geleidelijk een postdienst op het eiland Groenland. Door de zware klimatologische omstandigheden en het beperkte bevolkingsaantal verliep dit proces langzaam. In 1774 verwierf het door de Deense staat gecontroleerde postbedrijf Kongelige Grønlanske Handel (KGH) de monopolistische controle over de postdienst. Dit zou zo blijven tot aan de Vrede van Kiel in 1814.
Naast de moeilijkheden bij het opbouwen van een interne postdienst op het eiland zelf, maakte het polaire klimaat ook het internationale postverkeer zeer moeilijk. Bovendien bestond er in de 19de eeuw amper een bestendige scheepvaartverbinding met het Deense vasteland. Met de opkomst van de stoomschepen verbeterde deze verbinding echter, zij het nog steeds langzaam.

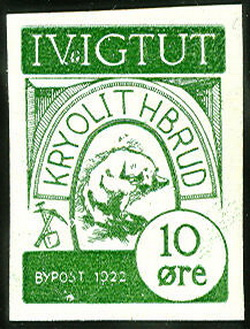
Postzegels voor de postdienst van de Groenlandse mijnbouwsector, 1922.

Sinds 1865 ontgint men op Groenland kryoliet, een zeldzaam mineraal dat enkel op Groenland te vinden is. De ontwikkeling van de mijnbouw zou een katalysator worden voor een meer consistente verbinding met het Europese vasteland en zou ook het internationale briefverkeer bevorderen, in de schoot van de mijnbouwbedrijven. Op die manier groeide een particuliere postdienst, parallel naast de postdienst van het Deense publieke postbedrijf.
Deze tweedeling verdween in 1905, toen de postdiensten op het eiland zich verenigden. Deze vernieuwing ging gepaard met een eerste uitgave van postzegels, met frankeerwaardes van 1, 5 en 10 øre. Het onderwerp van deze postzegels was het wapenschild van Groenland, dat een staande ijsbeer weergeeft. Deze postzegels, die men ook weleens de Pakke-Porto-zegels noemt, werden gedrukt in Denemarken, met een oplage tussen 5.000 en 10.000 stuks. Dit is een relatief grote oplage in verhouding met het toenmalige bevolkingsaantal van Groenland, dat in die tijd rond 10.000 inwoners telde.
Opmerkelijk is dat de postzegels enkel vereist waren bij het versturen van pakketjes, niet van brieven. Brieven werden immers gratis verdeeld, ongeacht hun grootte. Dit gunstig postregime bleef behouden op Groenland tot in mei 1959. Deze gratis postdienst gold wel enkel voor binnenlandse brieven. Voor correspondentie naar het Europese vasteland diende men wel de postzegels voor pakketjes te gebruiken.
Tot in de jaren 1930 bleef de organisatie van de Groenlandse postdienst nagenoeg ongewijzigd. De reeks van drie postzegels werd wel verruimd naar een totaal van negen coupures.
In 1937 bracht men kleine wijzigingen aan in het ontwerp. Deze nieuwe postzegelreeks, met frankeerwaardes tot 20 øre, verscheen in een oplage van 344.000 stuks. De verruiming van de oplages getuigen van een toegenomen volume aan post op Groenland. Rond deze tijd waren er overigens tot zeventien schepen die in de zomermaanden een scheepvaartverbinding met het vasteland uitmaakten.

Pakke-Porto-zegel vanaf 1905.
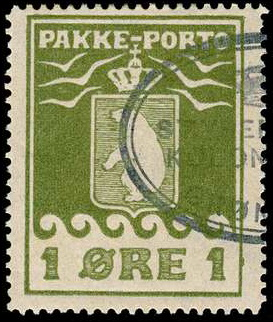
1 øre.
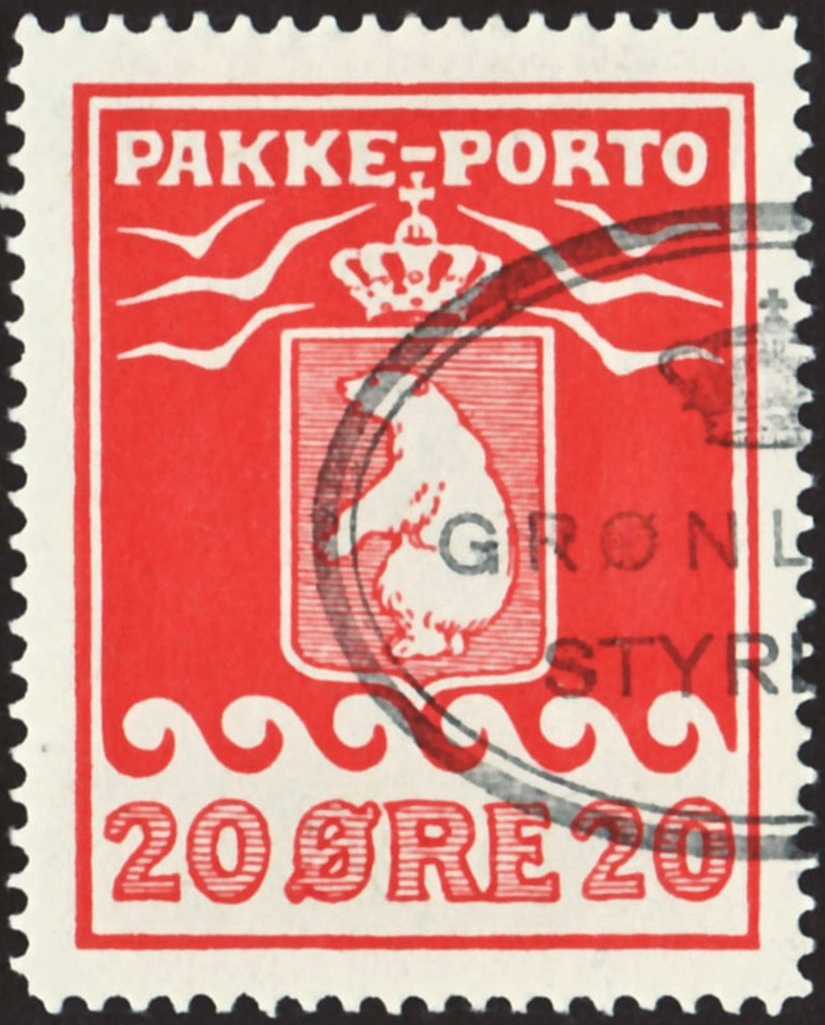
20 øre.
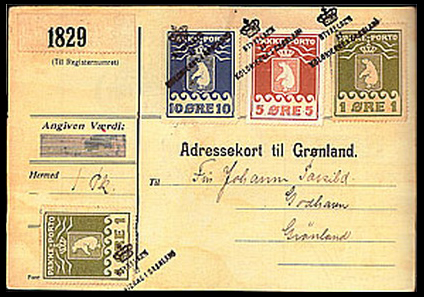
1, 5 en 10 øre.

## Postkantoor in Avannaa
Avannaa, ook bekend onder de Deenstalige naam Thule, is het meest noordelijke deel van Groenland. In dit gebied bevinden zich de meest noordelijke nederzettingen van de wereld. Post bedelen in dit koude gebied is dan ook geen sinecure. Daarom richtte het Groenlandse postbedrijf een postverbinding per boot in tussen Avannaa en Kopenhagen. Voor deze scheepvaartverbinding werden aparte postzegels uitgegeven, die voor het eerst in omloop kwamen op 16 juli 1935. Deze postzegelemmissie wordt beschouwd als de eerste Groenlandse postzegels, aangezien de Pakke-Porto-zegels enkel voor het vervoer van pakjes diende. Wel moet worden benadrukt dat dit geen postzegels waren die over het volledige grondgebied van Groenland werden gehanteerd. Ook deze postzegels werden gedrukt in Kopenhagen. De eerste emissie is een reeks van vier zegels met als onderwerp de 25ste verjaardag van de oprichting van de nederzetting Avannaa. De zegels hadden het opschrift THULE / 1910-1935. De coupures van 10, 15, 30 en 45 øre toonden naast walrussen en de Deense vlag en Knud Rasmussen, een belangrijke Groenlands-Deense ontdekkingsreiziger. In 1936 werd een verdere aanvulling op 25 øre uitgegeven.

Postzegel uit Avannaa uit 1935.
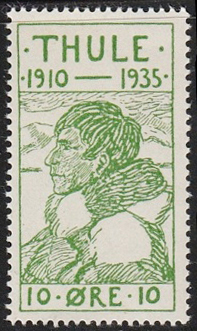
10 øre.
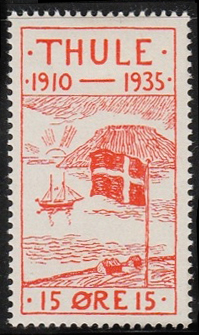
15 øre.
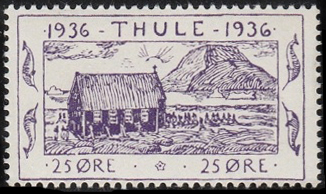
25 øre.
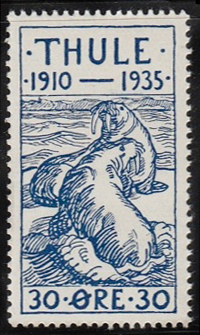
30 øre.
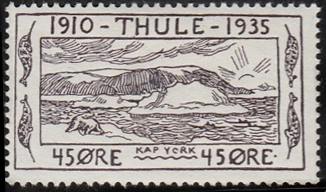
45 øre.

## Overname door de Koninklijke Deense Post
Op 1 december 1938 nam de Koninkrijke Deense Post de postdienst op Groenland volledig over. Dit bracht enerzijds de afschaffing van de Pakke-Porto-zegels en de gratis binnenlandse postverdeling met zich mee, alsook anderzijds de invoering van ‘gewone’ postzegels in Groenland met zich mee. In tegenstelling tot analoge situaties in IJsland en Faeröer zette de Deense postoverheid deze stap relatief laat. Er verscheen een nieuwe postzegelreeks met frankeerwaardes van 1, 5, 7, 10, 15 en 30 øre en als onderwerp de beeltenis van de Deense koning Christiaan X en de afbeelding van een ijsbeer voor de zegels met de hoogste frankeerwaardes. Sinds 1938 hebben de Groenlandse postzegels overigens steeds het opschrift GRØNLAND gehad.

## Tijdens de Tweede Wereldoorlog
Door de bezetting van Denemarken door nazi-Duitsland bleef dit lange tijd de enige postzegeluitgave. Overigens verloor Groenland tijdens de Tweede Wereldoorlog iedere connectie met het moederland Denemarken en richtte Groenland zich meer op Canada en de Verenigde Staten. Nadat de Amerikanen in 1941 op Groenland om militair-tactische redenen luchthavens aanlegden op het eiland, kwam er ook een luchtpostverbinding tot stand. In 1945 wendde het land zich uiteindelijk tot de Verenigde Staten en vroeg hun om hulp bij de productie van postzegels. Kort na dat verzoek werden 70.000 nieuwe Groenlandse zegels gedrukt door American Bank Note Co. uit New York. Deze reeks bestond uit negen waarden, die naast de Deense koning Christiaan X ook zeehonden, kajakken, hondensleeën en ijsberen als onderwerpen hadden. Na het vertrek van de Amerikanen in 1946 stopte de Groenlandse luchtpost.

## Moderne periode
De Deense Post nam echter snel het Groenlandse postsysteem opnieuw op zich en introduceerde spoedig weer zijn eigen postzegels. In 1949 werd opnieuw een luchtpostnetwerk ingericht, zij het deze keer wel gericht op Denemarken. Uiteindelijk werden de eerste speciale postzegels en liefdadigheidszegels uitgegeven in de late jaren 1950.

Moderne periode.
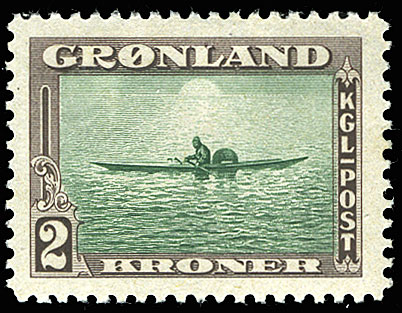
1945
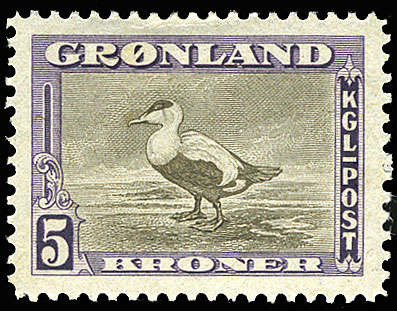
1945